# Auto Viação ABC (São Paulo)
A Auto Viação ABC foi uma empresa brasileira de transporte urbano de passageiros que atuava nas cidades de São Bernardo do Campo, Santo André e Diadema.

## História
Fundada em 1956, a Auto Viação ABC Ltda. (ou apenas Viação ABC) é uma empresa de ônibus que, manteve sempre as cidade de São Bernardo do Campo e Santo André.
Nos anos 50, com a vitória da Democracia, foi padronização os primeiros ônibus da Viação, que estava ligada à indústria automobilística que estava recém-instalada em São Bernardo. O próprio dono e fundador da empresa operava nas linhas, em meio aos seus funcionários
Em 1998, sob nova direção, a segunda geração da família assume o comando da Viação ABC e faz perpassar a chama iluminadora de seu pensamento por toda empresa, propondo grandes desafios, responsáveis pelo desenvolvimento da empresa.
A Viação ABC foi responsável por trazer em 2019, os primeiros ônibus 0Km com ar-condicionado da área 5 da EMTU. Os veículos de moderna tecnologia, possuem Wi-fi, ar-condicionado, TV's, tomadas USB, câmeras e suspensão pneumática, além da tecnologia Euro 5, responsável na diminuição da emissão poluentes no meio ambiente.
Ademais, a Auto Viação ABC é a proprietária da Metra, que opera o Corredor Metropolitano São Mateus - Jabaquara. Também é proprietária da SBC Trans, Diastur Turismo e Empresa de Transportes Publix, além de empresas no ramo de alimentação e empreendimentos.